# Tom Doyle
Thomas Doyle (Auckland, 1992. június 30. –) új-zélandi válogatott labdarúgó, aki jelenleg a Wellington Phoenix játékosa.
Bekerült a 2016-os OFC-nemzetek kupáján és a 2017-es konföderációs kupán részt vevő keretbe.

## Statisztika
| Válogatott | Szezon   | Mérkőzés | Gól |
| ---------- | -------- | -------- | --- |
| Új-Zéland  | 2014     | 1        | 0   |
| Új-Zéland  | 2015     | 1        | 0   |
| Új-Zéland  | 2016     | 1        | 0   |
| Új-Zéland  | 2017     | 3        | 0   |
| Összesen   | Összesen | 6        | 0   |

## Sikerei, díjai

### Klub
- Auckland City
  - OFC-bajnokok ligája: 2010–11

### Válogatott
- Új-Zéland
  - OFC-nemzetek kupája: 2016